# Список членов Верховного Совета СССР (1989—1991)
Список членов Верховного Совета СССР (1989—1991) — члены Верховного Совета СССР были избраны на съезде Народных депутатов СССР на третий день его работы.
Выборы были частично альтернативными: в Совет Союза от города Москвы было выставлено 55 кандидатур на 29 мест. В ту же палату от автономных республик, краев и областей РСФСР было выставлено на 4 кандидатуры больше, чем было мест (имена, не прошедшие выборы, приведены в списках но вычеркнуты и без номеров). Наиболее драматично скаладывались выборы в Совет национальностей, где при квоте РСФСР  в 11 мест было 12 кандидатур. Не был избран Борис Ельцин, один из самых популярных оппозиционных политиков на тот момент. Тогда профессор, юрист из Омска А. И. Казанник отказался от своего места в Верховном Совете в пользу Ельцина.

## Результаты выборов вСовет Союзаот 27 мая 1989 года[1]

### РСФСР, г.Москва
| №№ | ФИО                             | «за» | «против» | №№ | ФИО                              | «за» | «против» |
| -- | ------------------------------- | ---- | -------- | -- | -------------------------------- | ---- | -------- |
|    | Андреев, Юрий Эммануилович      | 919  | 1230     |    | Беленков, Юрий Никитич           | 1261 | 888      |
|    | Беляев, Владимир Никитич        | 1101 | 1048     |    | Боровик, Генрих Авиэзерович      | 1154 | 995      |
| 1  | Бочаров, Михаил Александрович   | 1621 | 528      | 2  | Бурлацкий, Фёдор Михайлович      | 1310 | 839      |
| 3  | Велихов, Евгений Павлович       | 1661 | 488      |    | Владиславлев, Александр Павлович | 1107 | 1042     |
|    | Воронцов, Николай Николаевич    | 1229 | 920      | 4  | Глазков, Николай Семёнович       | 1576 | 573      |
| 5  | Голяков, Александр Иванович     | 1451 | 698      | 6  | Горбатко, Виктор Васильевич      | 1519 | 630      |
| 7  | Гриценко, Николай Николаевич    | 1319 | 830      | 8  | Дикуль, Валентин Иванович        | 1629 | 520      |
| 9  | Друнина, Юлия Владимировна      | 1328 | 821      | 10 | Емельянов, Алексей Михайлович    | 1475 | 674      |
|    | Заславская, Татьяна Ивановна    | 591  | 1558     |    | Заславский, Илья Иосифович       | 829  | 1320     |
|    | Иванов, Вячеслав Всеволодович   | 1163 | 986      | 11 | Иовлев, Дмитрий Михайлович       | 1575 | 574      |
| 12 | Кисин, Виктор Иванович          | 1510 | 639      |    | Крайко, Александр Николаевич     | 975  | 1174     |
|    | Кузьмин, Александр Николаевич   | 1227 | 922      | 13 | Куликов, Виктор Георгиевич       | 1410 | 739      |
| 14 | Лаптев, Иван Дмитриевич         | 1376 | 773      |    | Логунов, Валентин Андреевич      | 1111 | 1038     |
| 15 | Лунёв, Виктор Андреевич         | 1653 | 496      | 16 | Малькова, Евгения Кирилловна     | 1472 | 677      |
| 17 | Мальцев, Иннокентий Иванович    | 1604 | 545      | 18 | Медведев, Рой Александрович      | 1293 | 856      |
|    | Мурашёв, Аркадий Николаевич     | 1201 | 948      | 19 | Неумывакин, Александр Яковлевич  | 1318 | 831      |
| 20 | Памфилова, Элла Александровна   | 1487 | 662      |    | Полторанин, Михаил Никифорович   | 1184 | 965      |
|    | Попов, Гавриил Харитонович      | 1007 | 1142     | 21 | Примаков, Евгений Максимович     | 1483 | 666      |
| 22 | Пухова, Зоя Павловна            | 1521 | 628      | 23 | Рогатин, Борис Николаевич        | 1264 | 885      |
| 24 | Рыжов, Юрий Алексеевич          | 1304 | 845      | 25 | Савицкая, Светлана Евгеньевна    | 1480 | 669      |
| 26 | Савостюк, Олег Михайлович       | 1281 | 868      |    | Себенцов, Андрей Евгеньевич      | 1189 | 960      |
| 27 | Соколова, Юлия Юрьевна          | 1405 | 744      |    | Станкевич, Сергей Борисович      | 806  | 1343     |
|    | Сысоев, Валерий Сергеевич       | 1034 | 1115     |    | Сычёв, Николай Яковлевич         | 1216 | 933      |
|    | Тихонов, Владимир Александрович | 630  | 1519     |    | Фирсов, Анатолий Васильевич      | 1227 | 922      |
| 28 | Фролов, Константин Васильевич   | 1518 | 631      | 29 | Цюрупа, Виктор Александрович     | 1527 | 622      |
|    | Черниченко, Юрий Дмитриевич     | 1086 | 1063     |    | Шувалов, Сергей Гаврилович       | 1044 | 1105     |
|    | Щербаков, Владимир Павлович     | 1172 | 977      |    | Яблоков, Алексей Владимирович    | 1156 | 993      |
|    | Ярошенко, Виктор Николаевич     | 1124 | 102      |    |                                  |      |          |

### РСФСР, автономные республики, края и области
| №№  | ФИО                              | «за» | «против» | №№  | ФИО                               | «за» | «против» |
| --- | -------------------------------- | ---- | -------- | --- | --------------------------------- | ---- | -------- |
| 30  | Алексеев, Сергей Сергеевич       | 1974 | 175      |     | Афонин, Вениамин Георгиевич       | 1658 | 491      |
| 31  | Блаев, Борис Хагуцирович         | 2040 | 169      | 32  | Близнов, Леонид Евгеньевич        | 2065 | 84       |
| 33  | Бобылёва, Евдокия Фёдоровна      | 1957 | 192      | 34  | Богданов, Игорь Михайлович        | 2096 | 53       |
| 35  | Богомолов, Юрий Александрович    | 2084 | 65       | 36  | Боровков, Вячеслав Александрович  | 2066 | 83       |
| 37  | Бородин, Юрий Иванович           | 2033 | 116      | 38  | Вепрев, Аркадий Филимонович       | 2097 | 52       |
| 39  | Влазнева, Мария Ивановна         | 2007 | 142      | 40  | Внебрачный, Иван Семёнович        | 2039 | 110      |
| 41  | Волков, Владимир Анатольевич     | 2011 | 138      | 42  | Володичев, Виктор Васильевич      | 2095 | 54       |
| 43  | Воскобойников, Валерий Иванович  | 2082 | 67       | 44  | Гамзатов, Расул Гамзатович        | 1858 | 291      |
| 45  | Голик, Юрий Владимирович         | 2047 | 102      | 46  | Грачёв, Николай Петрович          | 2100 | 49       |
| 47  | Гросс, Виктор Иванович           | 1994 | 155      | 48  | Грудинина, Анна Корниловна        | 2098 | 51       |
| 49  | Губарев, Виктор Андреевич        | 2094 | 55       | 50  | Гудилина, Валентина Григорьевна   | 2106 | 43       |
|     | Гулий, Виталий Валентинович      | 1617 | 532      | 51  | Гуцкалов, Николай Иванович        | 2087 | 62       |
| 52  | Денисов, Анатолий Алексеевич     | 2052 | 97       | 53  | Дорохов, Иван Васильевич          | 1905 | 244      |
| 54  | Друзь, Пётр Антонович            | 1791 | 358      | 55  | Дьяков, Иван Николаевич           | 1839 | 310      |
| 56  | Егоров, Олег Михайлович          | 2112 | 37       | 57  | Ежелев, Анатолий Степанович       | 1984 | 165      |
| 58  | Ермолаев, Геннадий Михайлович    | 2087 | 62       | 59  | Ефимов, Николай Васильевич        | 2091 | 58       |
| 60  | Ждакаев, Иван Андреевич          | 2042 | 107      | 61  | Зубов, Юрий Иванович              | 2089 | 60       |
| 62  | Иванов, Климент Егорович         | 2033 | 116      | 63  | Ивченко, Иван Михайлович          | 2095 | 54       |
| 64  | Казарин, Алексей Александрович   | 2088 | 61       | 65  | Казаченко, Пётр Петрович          | 2088 | 61       |
|     | Калашников, Владимир Ильич       | 1719 | 430      | 66  | Калмыков, Юрий Хамзатович         | 2073 | 76       |
| 67  | Касьян, Владимир Васильевич      | 2073 | 76       | 68  | Ким Ен Ун                         | 2051 | 98       |
| 69  | Климов, Михаил Валерьевич        | 2090 | 59       | 70  | Коньков, Павел Иванович           | 1850 | 299      |
| 71  | Копылова, Александра Васильевна  | 2086 | 63       | 72  | Копысов, Николай Михайлович       | 2086 | 63       |
| 73  | Коренев, Александр Анатольевич   | 2087 | 62       | 74  | Корюгин, Николай Николаевич       | 2109 | 40       |
| 75  | Краснокутский, Борис Иванович    | 2080 | 69       | 76  | Крюченкова, Надежда Александровна | 2111 | 38       |
| 77  | Кузовлев, Анатолий Тихонович     | 2083 | 66       | 78  | Курташин, Владимир Егорович       | 2062 | 87       |
| 79  | Леончев, Владимир Александрович  | 2087 | 62       | 80  | Лубенченко, Константин Дмитриевич | 2042 | 107      |
| 81  | Лушников, Владимир Петрович      | 2098 | 51       | 82  | Майборода, Виктор Алексеевич      | 2077 | 72       |
| 83  | Манаенков, Юрий Алексеевич       | 1975 | 174      | 84  | Марков, Олег Иванович             | 2087 | 62       |
| 85  | Матвиенко, Валентина Ивановна    | 1944 | 205      | 86  | Медиков, Виктор Яковлевич         | 2105 | 44       |
| 87  | Меньшатов, Алексей Дмитриевич    | 2084 | 65       | 88  | Милитенко, Светлана Александровна | 2108 | 41       |
| 89  | Минин, Виктор Михайлович         | 2126 | 23       | 90  | Михедов, Фёдор Фёдорович          | 2107 | 42       |
| 91  | Мухаметзянов, Аклим Касимович    | 2042 | 107      | 92  | Наумов, Сергей Яковлевич          | 2112 | 37       |
| 93  | Неёлов, Юрий Васильевич          | 2078 | 71       | 94  | Никаноров, Игорь Алексеевич       | 2090 | 59       |
| 95  | Никольский, Борис Николаевич     | 1991 | 158      | 96  | Нужный, Владимир Павлович         | 2093 | 56       |
| 97  | Орехов, Анатолий Павлович        | 2034 | 115      | 98  | Остроухов, Виктор Алексеевич      | 2053 | 96       |
| 99  | Пантелеев, Николай Васильевич    | 2108 | 41       | 100 | Пенягин, Александр Николаевич     | 2098 | 51       |
| 101 | Пивоваров, Николай Дмитриевич    | 1946 | 203      | 102 | Пирязева, Нина Михайловна         | 2058 | 91       |
| 103 | Постников, Виктор Иванович       | 2053 | 96       | 104 | Походня, Григорий Семёнович       | 2097 | 52       |
| 105 | Прибылова, Надежда Николаевна    | 2089 | 60       | 106 | Рахимов, Муртаза Губайдуллович    | 2069 | 80       |
| 107 | Рахманова, Марина Николаевна     | 2092 | 57       | 108 | Решетников, Анатолий Васильевич   | 2119 | 30       |
| 109 | Рогожина, Вера Александровна     | 2109 | 40       | 110 | Рюмин, Валерий Викторович         | 2069 | 80       |
| 111 | Сазонов, Николай Семёнович       | 2034 | 115      |     | Самсонов, Юрий Григорьевич        | 1769 | 380      |
| 112 | Сапегин, Алексей Андреевич       | 2088 | 61       | 113 | Саракаев, Арчил Тотразович        | 2109 | 40       |
| 114 | Сватковский, Владимир Васильевич | 2091 | 58       | 115 | Скворцов, Владимир Витальевич     | 2122 | 27       |
| 116 | Слепцов, Сергей Ефимович         | 2098 | 51       | 117 | Смородин, Иван Михайлович         | 2097 | 52       |
| 118 | Собчак, Анатолий Александрович   | 1966 | 183      | 119 | Сотников, Николай Иванович        | 2086 | 63       |
| 120 | Стадник, Владимир Яковлевич      | 2073 | 76       | 121 | Степанов, Владимир Николаевич     | 2121 | 28       |
| 122 | Стоумова, Галина Ивановна        | 2103 | 46       | 123 | Тетенов, Валентин Афанасьевич     | 2098 | 51       |
| 124 | Тимченко, Владимир Михайлович    | 2097 | 52       | 125 | Тимченко, Михаил Андреевич        | 2110 | 39       |
| 126 | Тутов, Николай Дмитриевич        | 2048 | 101      | 127 | Усилина, Нина Андреевна           | 2107 | 42       |
| 128 | Фильшин, Геннадий Иннокентьевич  | 2065 | 84       | 129 | Финогенов, Владимир Вячеславович  | 2106 | 43       |
| 130 | Хаджиев, Саламбек Наибович       | 1997 | 152      | 131 | Хмура, Валерий Васильевич         | 2065 | 84       |
| 132 | Цыпляев, Сергей Алексеевич       | 2082 | 67       | 133 | Черняев, Николай Фёдорович        | 2095 | 54       |
| 134 | Чичик, Юрий Михайлович           | 2071 | 78       | 135 | Шайдулин, Мидхат Идиятович        | 1900 | 249      |
| 136 | Шарин, Леонид Васильевич         | 1836 | 313      | 137 | Шашков, Николай Владимирович      | 2110 | 39       |
| 138 | Шеховцов, Виктор Афанасьевич     | 2063 | 86       | 139 | Шишов, Виктор Александрович       | 2108 | 41       |
| 140 | Шмаль, Юрий Яковлевич            | 2043 | 106      | 141 | Штепо, Виктор Иванович            | 2010 | 139      |
| 142 | Шукшин, Анатолий Степанович      | 2106 | 43       | 143 | Юдин, Владимир Дмитриевич         | 2069 | 80       |
| 144 | Якутис, Владислав Станиславович  | 2034 | 115      | 145 | Ярин, Вениамин Александрович      | 2072 | 77       |
| 146 | Яровая, Ольга Павловна           | 2032 | 117      |     |                                   |      |          |

### Украинская ССР
| №№  | ФИО                                | «за» | «против» | №№  | ФИО                               | «за» | «против» |
| --- | ---------------------------------- | ---- | -------- | --- | --------------------------------- | ---- | -------- |
| 147 | Амосов, Николай Михайлович         | 2035 | 114      | 148 | Бабченко, Николай Иванович        | 2035 | 114      |
| 149 | Бреурош, Борис Сергеевич           | 2113 | 36       | 150 | Вакарчук, Иван Александрович      | 2129 | 20       |
| 151 | Василец, Александр Николаевич      | 2117 | 32       | 152 | Васильчук, Николай Парфенович     | 2048 | 101      |
| 153 | Вологжин, Валентин Михайлович      | 2104 | 45       | 154 | Вуйчицкий, Анатолий Станиславович | 2116 | 33       |
| 155 | Герман, Наталья Фёдоровна          | 2123 | 26       | 156 | Гиль, Ярослав Яковлевич           | 2123 | 26       |
| 157 | Гриб, Александр Васильевич         | 2119 | 30       | 158 | Данилов, Валерий Николаевич       | 2130 | 19       |
| 159 | Демченко, Фёдор Михайлович         | 2122 | 27       | 160 | Зелинский, Игорь Петрович         | 2116 | 33       |
| 161 | Касьянов, Анатолий Фёдорович       | 2101 | 48       | 162 | Кравец, Владимир Алексеевич       | 1984 | 165      |
| 163 | Кучеренко, Виктор Григорьевич      | 2004 | 145      | 164 | Лесюк, Ярослав Степанович         | 2076 | 73       |
| 165 | Матвейчук, Сергей Иванович         | 2120 | 29       | 166 | Матийко, Лидия Тимофеевна         | 2114 | 35       |
| 167 | Москаленко, Галина Семёновна       | 2109 | 40       | 168 | Москалик, Мария Николаевна        | 2098 | 51       |
| 169 | Моторный, Дмитрий Константинович   | 2087 | 62       | 170 | Ноздря, Виктор Алексеевич         | 2125 | 24       |
| 171 | Ополинский, Владимир Александрович | 2121 | 28       | 172 | Павлевич, Иван Борисович          | 2114 | 35       |
| 173 | Павлий, Александр Андреевич        | 2051 | 98       | 174 | Плютинский, Владимир Антонович    | 2090 | 59       |
| 175 | Приходько, Зинаида Семёновна       | 1966 | 183      | 176 | Ревенко, Григорий Иванович        | 1919 | 230      |
| 177 | Рябченко, Сергей Михайлович        | 2121 | 28       | 178 | Саунин, Анатолий Николаевич       | 2120 | 29       |
| 179 | Сбитнев, Анатолий Митрофанович     | 2121 | 28       | 180 | Сидорчук, Татьяна Васильевна      | 2109 | 40       |
| 181 | Смирнов, Дмитрий Генрихович        | 2133 | 16       | 182 | Сухов, Леонид Иванович            | 2106 | 43       |
| 183 | Сушко, Борис Иванович              | 2119 | 30       | 184 | Трефилов, Виктор Иванович         | 2104 | 45       |
| 185 | Тыминский, Григорий Александрович  | 2109 | 40       | 186 | Харченко, Григорий Петрович       | 1897 | 252      |
| 187 | Цавро, Юрий Станиславович          | 2130 | 19       | 188 | Царевский, Александр Леонидович   | 2092 | 57       |
| 189 | Цыбух, Валерий Иванович            | 1941 | 208      | 190 | Чабанов, Алим Иванович            | 2130 | 19       |
| 191 | Ченцов, Николай Иванович           | 2112 | 37       | 192 | Чепурная, Маргарита Александровна | 2113 | 36       |
| 193 | Червонопиский, Сергей Васильевич   | 2006 | 143      | 194 | Шабанов, Виталий Михайлович       | 2133 | 16       |
| 195 | Шарый, Григорий Иванович           | 2121 | 28       | 196 | Шуст, Анна Андреевна              | 2109 | 40       |
| 197 | Щербак, Юрий Николаевич            | 2098 | 51       | 198 | Якименко, Анатолий Николаевич     | 2122 | 27       |

### Белорусская ССР
| №№  | ФИО                              | «за» | «против» | №№  | ФИО                          | «за» | «против» |
| --- | -------------------------------- | ---- | -------- | --- | ---------------------------- | ---- | -------- |
| 199 | Бобрицкий, Николай Григорьевич   | 2123 | 26       | 200 | Дудко, Тамара Николаевна     | 2054 | 95       |
| 201 | Калашников, Сергей Фёдорович     | 2124 | 25       | 202 | Лученок, Игорь Михайлович    | 2108 | 41       |
| 203 | Милосердный, Анатолий Кириллович | 2110 | 39       | 204 | Пискунович, Георгий Петрович | 2116 | 33       |
| 205 | Семуха, Владимир Иосифович       | 2043 | 106      | 206 | Соколов, Ефрем Евсеевич      | 1856 | 293      |
| 207 | Феськов, Николай Степанович      | 2121 | 28       | 208 | Шетько, Павел Вадимович      | 2058 | 91       |

### Узбекская ССР
| №№  | ФИО                           | «за» | «против» | №№  | ФИО                              | «за» | «против» |
| --- | ----------------------------- | ---- | -------- | --- | -------------------------------- | ---- | -------- |
| 209 | Акбаров, Юлдаш Таджиевич      | 2100 | 49       | 210 | Арслонов, Алиер Кумриевич        | 2114 | 35       |
| 211 | Журабаева, Тожихон            | 2124 | 25       | 212 | Киргизбаева, Тухтахон Базаровна  | 2105 | 44       |
| 213 | Кучерский, Николай Иванович   | 2105 | 44       | 214 | Миркасымов, Мирахат Мирхаджиевич | 1858 | 291      |
| 215 | Мухтаров, Ахмеджан Гулямович  | 2087 | 62       | 216 | Огарок, Валентин Иванович        | 1901 | 248      |
| 217 | Павлов, Александр Сергеевич   | 1957 | 192      | 218 | Рахимов, Азим                    | 2109 | 40       |
| 219 | Салыков, Какимбек             | 1883 | 266      | 220 | Убайдуллаева, Рано Ахатовна      | 2085 | 64       |
| 221 | Эргашев, Бахромжон Махмудович | 2103 | 46       | 222 | Юсупов, Эркин Юсупович           | 2107 | 42       |

### Казахская ССР
| №№  | ФИО                              | «за» | «против» | №№  | ФИО                         | «за» | «против» |
| --- | -------------------------------- | ---- | -------- | --- | --------------------------- | ---- | -------- |
| 223 | Джанасбаев, Ажибжан Токенович    | 2116 | 33       | 224 | Дончак, Ярослав Антонович   | 2112 | 37       |
| 225 | Искакова, Баян Сеилхановна       | 2122 | 27       | 226 | Колбин, Геннадий Васильевич | 1885 | 264      |
| 227 | Криворучко, Екатерина Васильевна | 2106 | 43       | 228 | Милкин, Анатолий Васильевич | 1921 | 228      |
| 229 | Паль, Оскар Максимович           | 2106 | 43       | 230 | Сагдиев, Махтай Рамазанович | 1924 | 225      |
| 231 | Семенихин, Александр Васильевич  | 2067 | 82       | 232 | Сулейменов, Олжас Омарович  | 2093 | 56       |
| 233 | Фоминых, Виктор Николаевич       | 2118 | 31       | 234 | Чурсина, Павлина Михайловна | 2108 | 41       |
| 235 | Шаханов, Мухтар                  | 2109 | 40       | 236 | Шопанаев, Кайырлы Аменович  | 2103 | 46       |

### Грузинская ССР
| №№  | ФИО                             | «за» | «против» | №№  | ФИО                              | «за» | «против» |
| --- | ------------------------------- | ---- | -------- | --- | -------------------------------- | ---- | -------- |
| 237 | Амаглобели, Нодар Сардионович   | 2109 | 40       | 238 | Кварацхелиа, Гуча Шалвовна       | 2119 | 30       |
| 239 | Концелидзе, Марина Ризаевна     | 2118 | 31       | 240 | Кублашвили, Вахтанг Владимирович | 2120 | 29       |
| 241 | Мгалоблишвили, Нодар Михайлович | 2125 | 24       |     |                                  |      |          |

### Азербайджанская ССР
| №№  | ФИО                            | «за» | «против» | №№  | ФИО                          | «за» | «против» |
| --- | ------------------------------ | ---- | -------- | --- | ---------------------------- | ---- | -------- |
| 242 | Аманов, Акиф Мами оглы         | 2082 | 67       | 243 | Гилалзаде, Джангир Гади оглы | 2090 | 59       |
| 244 | Меликов, Ариф Джахангир оглы   | 2094 | 55       | 245 | Рзаев, Анар Расул оглы       | 2059 | 90       |
| 246 | Салимов, Алибала Ханахмед оглы | 2086 | 63       |     |                              |      |          |

### Литовская ССР
| №№  | ФИО                       | «за» | «против» | №№  | ФИО                                | «за» | «против» |
| --- | ------------------------- | ---- | -------- | --- | ---------------------------------- | ---- | -------- |
| 247 | Антанайтис, Вайдотас Вито | 2047 | 102      | 248 | Бразаускас, Альгирдас-Миколас Казё | 1942 | 207      |
| 249 | Бурачас, Антанас Ионович  | 2048 | 101      | 250 | Прунскене, Казимира Дануте Прано   | 2067 | 82       |

### Молдавская ССР
| №№  | ФИО                         | «за» | «против» | №№  | ФИО                             | «за» | «против» |
| --- | --------------------------- | ---- | -------- | --- | ------------------------------- | ---- | -------- |
| 251 | Ахромеев, Сергей Фёдорович  | 1927 | 222      | 252 | Гроссу, Семён Кузьмич           | 1839 | 310      |
| 253 | Катринич, Василий Антонович | 2120 | 29       | 254 | Мокану, Александр Александрович | 1948 | 201      |

### Латвийская ССР
| №№  | ФИО                   | «за» | «против» | №№  | ФИО                             | «за» | «против» |
| --- | --------------------- | ---- | -------- | --- | ------------------------------- | ---- | -------- |
| 255 | Вагрис, Янис Янович   | 1930 | 219      | 256 | Горбунов, Анатолий Валерьянович | 1995 | 154      |
| 257 | Скулме, Джемма Отовна | 2045 | 104      |     |                                 |      |          |

### Киргизская ССР
| №№  | ФИО                          | «за» | «против» | №№  | ФИО                            | «за» | «против» |
| --- | ---------------------------- | ---- | -------- | --- | ------------------------------ | ---- | -------- |
| 258 | Дружинина, Любовь Николаевна | 2103 | 46       | 259 | Керимбеков, Тельдибек Абдиевич | 2103 | 46       |
| 260 | Масалиев, Абсамат Масалиевич | 1895 | 254      |     |                                |      |          |

### Таджикская ССР
| №№  | ФИО                | «за» | «против» | №№  | ФИО             | «за» | «против» |
| --- | ------------------ | ---- | -------- | --- | --------------- | ---- | -------- |
| 261 | Каноатов, Муминшо  | 2066 | 83       | 262 | Махкамов, Кахар | 1902 | 247      |
| 263 | Сайдалиев, Саидкул | 2094 | 55       |     |                 |      |          |

### Армянская ССР
| №№  | ФИО                            | «за» | «против» | №№  | ФИО                       | «за» | «против» |
| --- | ------------------------------ | ---- | -------- | --- | ------------------------- | ---- | -------- |
| 264 | Арутюнян, Сурен Гургенович     | 1833 | 316      | 265 | Восканян, Грант Мушегович | 1879 | 270      |
| 266 | Киракосян, Арменак Баласанович | 2081 | 68       |     |                           |      |          |

### Туркменская ССР
| №№  | ФИО                      | «за» | «против» | №№  | ФИО                        | «за» | «против» |
| --- | ------------------------ | ---- | -------- | --- | -------------------------- | ---- | -------- |
| 267 | Аманова, Марал Базаровна | 2112 | 37       | 268 | Ниязов, Сапармурад Атаевич | 1844 | 305      |
| 269 | Шаклычева, Джумагозель   | 2117 | 32       |     |                            |      |          |

### Эстонская ССР
| №№  | ФИО                   | «за» | «против» | №№  | ФИО                           | «за» | «против» |
| --- | --------------------- | ---- | -------- | --- | ----------------------------- | ---- | -------- |
| 270 | Варе, Велло Иосифович | 2030 | 119      | 271 | Лауристин, Марью Йоханнесовна | 2036 | 113      |

## Результаты выборов вСовет национальностейот 27 мая 1989 года[2]

### От РСФСР
| №№ | ФИО                          | «за» | «против» | №№ | ФИО                           | «за» | «против» |
| -- | ---------------------------- | ---- | -------- | -- | ----------------------------- | ---- | -------- |
| 1  | Белов, Василий Иванович      | 1984 | 165      | 2  | Босенко, Николай Васильевич   | 1925 | 224      |
| 3  | Воротников, Виталий Иванович | 1388 | 761      | 4  | Гаер, Евдокия Александровна   | 2032 | 117      |
| 5  | Ельцин, Борис Николаевич     | 1185 | 964      |    | Казанник, Алексей Иванович    | 2078 | 71       |
| 6  | Лиханов, Альберт Анатольевич | 2002 | 147      | 7  | Лукин, Владимир Петрович      | 2088 | 61       |
| 8  | Матюхин, Леонид Иванович     | 2018 | 131      | 9  | Неволин, Сергей Иннокентьевич | 2080 | 69       |
| 10 | Подзирук, Виктор Семёнович   | 1978 | 171      | 11 | Фалин, Валентин Михайлович    | 1776 | 373      |

### От Украинской ССР
| №№ | ФИО                           | «за» | «против» | №№ | ФИО                            | «за» | «против» |
| -- | ----------------------------- | ---- | -------- | -- | ------------------------------ | ---- | -------- |
| 12 | Венгловская, Ванда Сергеевна  | 2106 | 43       | 13 | Гнатюк, Виктория Вячеславовна  | 2127 | 22       |
| 14 | Забродин, Иван Александрович  | 1954 | 195      | 15 | Ивашко, Владимир Антонович     | 1905 | 244      |
| 16 | Капто, Александр Семёнович    | 1867 | 282      | 17 | Катилевский, Сергей Михайлович | 2115 | 34       |
| 18 | Куриленко, Виктор Трифонович  | 2115 | 34       | 19 | Леженко, Григорий Филиппович   | 2115 | 34       |
| 20 | Олейник, Борис Ильич          | 2082 | 67       | 21 | Романенко, Виктор Дмитриевич   | 2104 | 45       |
| 22 | Шевченко, Валентина Семёновна | 1922 | 227      |    |                                |      |          |

### От Белорусской ССР
| №№ | ФИО                           | «за» | «против» | №№ | ФИО                              | «за» | «против» |
| -- | ----------------------------- | ---- | -------- | -- | -------------------------------- | ---- | -------- |
| 23 | Больбасов, Владимир Сергеевич | 2129 | 20       | 24 | Головнёв, Василий Ефимович       | 2113 | 36       |
| 25 | Дубко, Александр Иосифович    | 2099 | 50       | 26 | Игнатович, Николай Иванович      | 2102 | 47       |
| 27 | Кученко Александр Петрович    | 2120 | 29       | 28 | Киселёва, Валентина Адамовна     | 2113 | 36       |
| 29 | Лабунов, Владимир Архипович   | 2093 | 56       | 30 | Матеушук, Зинаида Кондратьевна   | 2106 | 43       |
| 31 | Момотова, Тамара Васильевна   | 2121 | 28       | 32 | Таразевич, Георгий Станиславович | 1890 | 259      |
| 33 | Якушкин, Виктор Владимирович  | 2123 | 26       |    |                                  |      |          |

### От Узбекской ССР
| №№ | ФИО                               | «за» | «против» | №№ | ФИО                                   | «за» | «против» |
| -- | --------------------------------- | ---- | -------- | -- | ------------------------------------- | ---- | -------- |
| 34 | Адылов, Владимир Туйчиевич        | 2084 | 65       | 35 | Атаджанов, Алихан Рахматович          | 1916 | 233      |
| 36 | Бадалбаева, Патима                | 2121 | 28       | 37 | Давранов, Нарзи                       | 2125 | 24       |
| 38 | Ефимов, Анатолий Степанович       | 1978 | 171      | 39 | Зокиров, Мунавархон Закрияевич        | 2097 | 52       |
| 40 | Коршунов, Александр Александрович | 2117 | 32       | 41 | Нишанов, Рафик Нишанович              | 1860 | 289      |
| 42 | Сефершаев, Фикрет                 | 2112 | 37       | 43 | Худайбергенова, Римаджан Матназаровна | 1907 | 242      |
| 44 | Цо, Василий Иванович              | 2110 | 39       |    |                                       |      |          |

### От Казахской ССР
| №№ | ФИО                            | «за» | «против» | №№ | ФИО                              | «за» | «против» |
| -- | ------------------------------ | ---- | -------- | -- | -------------------------------- | ---- | -------- |
| 45 | Ауельбеков, Еркин Нуржанович   | 1888 | 261      | 46 | Ахметова, Рушангуль Сунуровна    | 2123 | 26       |
| 47 | Вейсер, Леджер Марович         | 2124 | 25       | 48 | Видикер, Владимир Иванович       | 2119 | 30       |
| 49 | Джуматова, Менслу Дуйсенбаевна | 2127 | 22       | 50 | Клищук, Пётр Мартынович          | 2113 | 36       |
| 51 | Кожахметов, Ибраимжан          | 2118 | 31       | 52 | Медеубеков, Кийлыбай Усенович    | 2054 | 95       |
| 53 | Рахмадиев, Еркегали            | 2106 | 43       | 54 | Ромазанов, Кабдулла Закирьянович | 2118 | 31       |
| 55 | Штойк, Гарри Гвидович          | 2113 | 36       |    |                                  |      |          |

### От Грузинской ССР
| №№ | ФИО                             | «за» | «против» | №№ | ФИО                             | «за» | «против» |
| -- | ------------------------------- | ---- | -------- | -- | ------------------------------- | ---- | -------- |
| 56 | Адвадзе, Валериан Сергеевич     | 2119 | 30       | 57 | Амонашвили, Шалва Александрович | 2123 | 26       |
| 58 | Бакрадзе, Акакий Викторович     | 2119 | 30       | 59 | Гугучия, Джото Иосифович        | 2113 | 36       |
| 60 | Гумбаридзе, Гиви Григорьевич    | 1927 | 222      | 61 | Дихтярь, Анатолий Дмитриевич    | 2126 | 23       |
| 62 | Курашвили, Зейнаб Гивиевна      | 2128 | 21       | 63 | Ментешашвили, Тенгиз Николаевич | 1937 | 212      |
| 64 | Спандерашвили, Тамаз Михайлович | 2115 | 34       | 65 | Степнадзе, Тельман Сергеевич    | 2123 | 26       |
| 66 | Табукашвили, Реваз Шалвович     | 2114 | 35       |    |                                 |      |          |

### От Азербайджанской ССР
| №№ | ФИО                              | «за» | «против» | №№ | ФИО                             | «за» | «против» |
| -- | -------------------------------- | ---- | -------- | -- | ------------------------------- | ---- | -------- |
| 67 | Аббасов, Ялаш Исаг оглы          | 2090 | 59       | 68 | Азизбекова, Пюста Азизага кызы  | 2046 | 103      |
| 69 | Алескерова, Рухи Мурсал кызы     | 2072 | 77       | 70 | Барушева, Любовь Васильевна     | 2103 | 46       |
| 71 | Везиров, Абдул-Рахман Халил оглы | 1824 | 325      | 72 | Гаджиев, Мазахир Нушираван оглы | 2105 | 44       |
| 73 | Ибрагимов, Гусейн Рустам оглы    | 2095 | 54       | 74 | Исмаилов, Тофик Кязим оглы      | 2080 | 69       |
| 75 | Кафарова, Эльмира Микаил кызы    | 1936 | 213      | 76 | Мамедов, Вели Гусейн оглы       | 1977 | 172      |
| 77 | Намазова, Аделя Аваз кызы        | 2099 | 50       |    |                                 |      |          |

### От Литовской ССР
| №№ | ФИО                                  | «за» | «против» | №№ | ФИО                          | «за» | «против» |
| -- | ------------------------------------ | ---- | -------- | -- | ---------------------------- | ---- | -------- |
| 78 | Бичкаускас, Эгидиюс Витаутович       | 2072 | 77       | 79 | Вилкас, Эдуардас Йоно        | 2074 | 75       |
| 80 | Гензялис, Брониславас Константинович | 2061 | 88       | 81 | Гудайтис, Ромас Витаутович   | 2073 | 76       |
| 82 | Залецкас, Кястутис Вацлавович        | 2003 | 146      | 83 | Кудараускас, Сигитас Йозо    | 2086 | 63       |
| 84 | Купляускене, Юрате Йоно              | 2079 | 70       | 85 | Медведев, Николай Николаевич | 2100 | 49       |
| 86 | Мотека, Казимирас Владиславович      | 2062 | 87       | 87 | Олекас, Юозас Юозо           | 2086 | 63       |
| 88 | Уока, Казимерас Косто                | 2091 | 58       |    |                              |      |          |

### От Молдавской ССР
| №№ | ФИО                           | «за» | «против» | №№ | ФИО                           | «за» | «против» |
| -- | ----------------------------- | ---- | -------- | -- | ----------------------------- | ---- | -------- |
| 89 | Дога, Евгений Дмитриевич      | 2117 | 32       | 90 | Друцэ, Ион Пантелеевич        | 2078 | 71       |
| 91 | Заманягра, Михаил Фёдорович   | 2125 | 24       | 92 | Канаровская, Анна Матвеевна   | 2114 | 35       |
| 93 | Кирияк, Нелля Павловна        | 1987 | 162      | 94 | Костишин, Николай Анатольевич | 2121 | 28       |
| 95 | Мошняга, Тимофей Васильевич   | 2130 | 19       | 96 | Палагнюк, Борис Тимофеевич    | 2115 | 34       |
| 97 | Пашалы, Михаил Константинович | 2108 | 41       | 98 | Платон, Семён Иванович        | 2057 | 92       |
| 99 | Чимпой, Михаил Ильич          | 2104 | 45       |    |                               |      |          |

### От Латвийской ССР
| №№  | ФИО                         | «за» | «против» | №№  | ФИО                             | «за» | «против» |
| --- | --------------------------- | ---- | -------- | --- | ------------------------------- | ---- | -------- |
| 100 | Бишер, Илмар Ольгертович    | 2069 | 80       | 101 | Вульфсон, Маврик Германович     | 2047 | 102      |
| 102 | Клибик, Валентина Сергеевна | 2030 | 119      | 103 | Костенецкая, Марина Григорьевна | 2090 | 59       |
| 104 | Кукайн, Рита Александровна  | 2080 | 69       | 105 | Луцанс, Янис Петрович           | 2096 | 53       |
| 106 | Нейланд, Николай Васильевич | 2051 | 98       | 107 | Нюкша, Константин Иванович      | 2107 | 42       |
| 108 | Петерс, Янис Янович         | 2069 | 80       | 109 | Рубикс, Алфредс Петрович        | 2048 | 101      |
| 110 | Шамихин, Альберт Михайлович | 2083 | 66       |     |                                 |      |          |

### От Киргизской ССР
| №№  | ФИО                           | «за» | «против» | №№  | ФИО                             | «за» | «против» |
| --- | ----------------------------- | ---- | -------- | --- | ------------------------------- | ---- | -------- |
| 111 | Айтматов, Чингиз Торекулович  | 2018 | 131      | 112 | Акаев, Аскар Акаевич            | 2071 | 78       |
| 113 | Акматалиева, Урукан Калиловна | 2115 | 34       | 114 | Акматов, Таштанбек              | 1974 | 175      |
| 115 | Барабанов, Вячеслав Иванович  | 2116 | 33       | 116 | Бейшекеева, Зайна               | 2102 | 47       |
| 117 | Заноха, Александр Иванович    | 2121 | 28       | 118 | Исаков, Исманали Исмаилович     | 2103 | 46       |
| 119 | Киселёв, Геннадий Николаевич  | 1961 | 188      | 120 | Кулдышев, Мамидали Сагимбекович | 2123 | 26       |
| 121 | Орозова, Умтул Шейшеевна      | 2089 | 69       |     |                                 |      |          |

### От Таджикской ССР
| №№  | ФИО                               | «за» | «против» | №№  | ФИО                            | «за» | «против» |
| --- | --------------------------------- | ---- | -------- | --- | ------------------------------ | ---- | -------- |
| 122 | Бритвин, Николай Васильевич       | 1997 | 152      | 123 | Гулова, Зулайхо Сохибназаровна | 2119 | 30       |
| 124 | Кодыров, Баракатуло Камарович     | 2113 | 36       | 125 | Манько, Николай Михайлович     | 2122 | 27       |
| 126 | Оджиев, Ризоали Кадамшоевич       | 2120 | 29       | 127 | Паллаев, Гаибназар             | 1945 | 204      |
| 128 | Рахимова, Биходжал Фатхитдиновна  | 1970 | 179      | 129 | Сафаров, Бозорали Солихович    | 2119 | 30       |
| 130 | Сафиева, Гулрухсор                | 2109 | 40       | 131 | Фатуллаев, Мирбако             | 2130 | 19       |
| 132 | Хусанбаев, Муталлим Абдумуминович | 2118 | 31       |     |                                |      |          |

### От Армянской ССР
| №№  | ФИО                              | «за» | «против» | №№  | ФИО                            | «за» | «против» |
| --- | -------------------------------- | ---- | -------- | --- | ------------------------------ | ---- | -------- |
| 133 | Абрамян, Хорен Бабкенович        | 2051 | 98       | 134 | Амбарцумян, Виктор Амазаспович | 2004 | 145      |
| 135 | Амбарцумян, Сергей Александрович | 2024 | 125      | 136 | Арутюнян, Людмила Акоповна     | 2075 | 74       |
| 137 | Арутюнян, Элмир Татулович        | 2043 | 106      | 138 | Варданян, Рафик Петросович     | 2080 | 69       |
| 139 | Енокян, Гоарик Агабековна        | 2075 | 74       | 140 | Игитян, Генрих Суренович       | 2058 | 91       |
| 141 | Мнацаканян, Бавакан Гагиковна    | 2065 | 84       | 142 | Оганесян, Рафик Геворкович     | 2098 | 51       |
| 143 | Ханзадян, Серо Николаевич        | 2029 | 120      |     |                                |      |          |

### От Туркменской ССР
| №№  | ФИО                              | «за» | «против» | №№  | ФИО                            | «за» | «против» |
| --- | -------------------------------- | ---- | -------- | --- | ------------------------------ | ---- | -------- |
| 144 | Акмамедов, Гельды Мамедмурадович | 2121 | 28       | 145 | Аллаяров, Реджапбай Аллаярович | 2121 | 28       |
| 146 | Аннамухамедов, Атаходжаменгли    | 2122 | 27       | 147 | Атдаев, Ходжамухамед           | 2119 | 30       |
| 148 | Базарова, Роза Атамурадовна      | 1969 | 180      | 149 | Балешев, Николай Фёдорович     | 1959 | 190      |
| 150 | Гундогдыев, Язгельды Потаевич    | 1987 | 162      | 151 | Ишанов, Хеким Оразович         | 2115 | 34       |
| 152 | Курбанова, Амангозель            | 2116 | 33       | 153 | Мелэев, Кака                   | 2125 | 24       |
| 154 | Шалыев, Атабаллы Бапбаевич       | 2107 | 42       |     |                                |      |          |

### От Эстонской ССР
| №№  | ФИО                       | «за» | «против» | №№  | ФИО                         | «за» | «против» |
| --- | ------------------------- | ---- | -------- | --- | --------------------------- | ---- | -------- |
| 155 | Ааре, Юхан Йоханнесович   | 2064 | 85       | 156 | Бронштейн, Михаил Лазаревич | 2036 | 113      |
| 157 | Вооглайд, Юло Вахурович   | 2082 | 67       | 158 | Грязин, Игорь Николаевич    | 2091 | 58       |
| 159 | Каллас, Сийм Удович       | 2065 | 84       | 160 | Кахн, Юрий Харриевич        | 2090 | 59       |
| 161 | Кябин, Тийт Рейнхольдович | 2084 | 65       | 162 | Нугис, Юло Иоханнесович     | 2091 | 58       |
| 163 | Пупкевич, Тадеуш Карлович | 2103 | 46       | 164 | Рюйтель, Арнольд Фёдорович  | 1982 | 167      |
| 165 | Халлик, Клара Семёновна   | 2070 | 79       |     |                             |      |          |

### ОтАбхазской АССР
| №№  | ФИО                             | «за» | «против» | №№  | ФИО                        | «за» | «против» |
| --- | ------------------------------- | ---- | -------- | --- | -------------------------- | ---- | -------- |
| 166 | Ардзинба, Владислав Григорьевич | 2129 | 20       | 167 | Аршба, Руслан Ардеванович  | 2126 | 23       |
| 168 | Салуквадзе, Реваз Георгиевич    | 2128 | 21       | 169 | Чолокян, Карзуи Саркисовна | 2122 | 27       |

### ОтАджарской АССР
| №№  | ФИО                         | «за» | «против» | №№  | ФИО                           | «за» | «против» |
| --- | --------------------------- | ---- | -------- | --- | ----------------------------- | ---- | -------- |
| 170 | Баджелидзе, Нино Усуповна   | 2126 | 23       | 171 | Буачидзе, Тенгиз Павлович     | 2115 | 34       |
| 172 | Гогешвили, Алеко Рафаелович | 2126 | 23       | 173 | Саканделидзе, Иамзе Биналовна | 2122 | 27       |

### ОтБашкирской АССР
| №№  | ФИО                          | «за» | «против» | №№  | ФИО                         | «за» | «против» |
| --- | ---------------------------- | ---- | -------- | --- | --------------------------- | ---- | -------- |
| 174 | Николаев, Василий Васильевич | 2115 | 34       | 175 | Прокушев, Владимир Иванович | 2121 | 28       |
| 176 | Сафин, Минихалаф Мустафаивич | 2112 | 37       | 177 | Шарипов, Юрий Камалович     | 2092 | 57       |

### ОтБурятской АССР
| №№  | ФИО                           | «за» | «против» | №№  | ФИО                            | «за» | «против» |
| --- | ----------------------------- | ---- | -------- | --- | ------------------------------ | ---- | -------- |
| 178 | Ангапов, Семён Васильевич     | 2043 | 106      | 179 | Калашников, Владимир Яковлевич | 2117 | 32       |
| 180 | Литвинцева, Галина Николаевна | 2119 | 30       | 181 | Степанова, Галина Самбуевна    | 2118 | 31       |

### ОтДагестанской АССР
| №№  | ФИО                                  | «за» | «против» | №№  | ФИО                               | «за» | «против» |
| --- | ------------------------------------ | ---- | -------- | --- | --------------------------------- | ---- | -------- |
| 182 | Горбачёв, Александр Григорьевич      | 2116 | 33       | 183 | Зайналханов, Далгат Гаджиевич     | 2127 | 22       |
| 184 | Кахиров, Курбанмагомед Зульфикарович | 2127 | 22       | 185 | Магомедов, Гаджимурад Магомедович | 2030 | 119      |

### ОтКабардино-Балкарской АССР
| №№  | ФИО                          | «за» | «против» | №№  | ФИО                           | «за» | «против» |
| --- | ---------------------------- | ---- | -------- | --- | ----------------------------- | ---- | -------- |
| 186 | Жигунова, Людмила Тазретовна | 2124 | 25       | 187 | Карпенко, Валентин Филиппович | 2114 | 35       |
| 188 | Кулиев, Султан Оюсович       | 2120 | 29       | 189 | Умеренков, Алексей Михайлович | 2119 | 30       |

### ОтКалмыцкой АССР
| №№  | ФИО                            | «за» | «против» | №№  | ФИО                        | «за» | «против» |
| --- | ------------------------------ | ---- | -------- | --- | -------------------------- | ---- | -------- |
| 190 | Бураев, Иван Замбаевич         | 2126 | 23       | 191 | Кугультинов, Давид Никитич | 2087 | 62       |
| 192 | Никитин, Владилен Валентинович | 1996 | 153      | 193 | Очиров, Василий Манджиевич | 2097 | 52       |

### ОтКаракалпакской АССР
| №№  | ФИО                       | «за» | «против» | №№  | ФИО                              | «за» | «против» |
| --- | ------------------------- | ---- | -------- | --- | -------------------------------- | ---- | -------- |
| 194 | Абдимуратова, Шукир       | 2133 | 16       | 195 | Ибрагимов, Мирзаолим Ибрагимович | 2020 | 129      |
| 196 | Каипбергенов, Тулепберген | 2119 | 30       | 197 | Першин, Андрей Леонидович        | 2130 | 19       |

### ОтКарельской АССР
| №№  | ФИО                              | «за» | «против» | №№  | ФИО                             | «за» | «против» |
| --- | -------------------------------- | ---- | -------- | --- | ------------------------------- | ---- | -------- |
| 198 | Афанасьева, Людмила Владимировна | 2136 | 13       | 199 | Генчев, Анатолий Александрович  | 2130 | 19       |
| 200 | Демидов, Михаил Васильевич       | 2023 | 126      | 201 | Пильников, Станислав Васильевич | 2131 | 18       |

### ОтКоми АССР
| №№  | ФИО                          | «за» | «против» | №№  | ФИО                          | «за» | «против» |
| --- | ---------------------------- | ---- | -------- | --- | ---------------------------- | ---- | -------- |
| 202 | Игнатов, Степан Владимирович | 2134 | 15       | 203 | Лущиков, Сергей Геннадьевич  | 2079 | 70       |
| 204 | Максимов, Валерий Николаевич | 2124 | 25       | 205 | Черных, Галина Александровна | 2137 | 12       |

### ОтМарийской АССР
| №№  | ФИО                            | «за» | «против» | №№  | ФИО                          | «за» | «против» |
| --- | ------------------------------ | ---- | -------- | --- | ---------------------------- | ---- | -------- |
| 206 | Веденькина, Зинаида Алексеевна | 2120 | 29       | 207 | Карпочёв, Владимир Андреевич | 2127 | 22       |
| 208 | Никитин, Рудольф Иванович      | 2103 | 46       | 209 | Самсонов, Николай Алексеевич | 2113 | 36       |

### ОтМордовской АССР
| №№  | ФИО                          | «за» | «против» | №№  | ФИО                          | «за» | «против» |
| --- | ---------------------------- | ---- | -------- | --- | ---------------------------- | ---- | -------- |
| 210 | Алилуев, Николай Иванович    | 2120 | 29       | 211 | Куликов, Евгений Андреевич   | 2110 | 39       |
| 212 | Левакин, Вячеслав Алексеевич | 2107 | 42       | 213 | Маслакова, Анна Поликарповна | 2126 | 23       |

### ОтНахичеванской АССР
| №№  | ФИО                             | «за» | «против» | №№  | ФИО                       | «за» | «против» |
| --- | ------------------------------- | ---- | -------- | --- | ------------------------- | ---- | -------- |
| 214 | Абасов, Курбан Абас Кули оглы   | 2098 | 51       | 215 | Исаев, Гейдар Иса оглы    | 2024 | 125      |
| 216 | Керимов, Джангир Али Аббас оглы | 2085 | 64       | 217 | Нагиев, Рамазан Шамы оглы | 2114 | 35       |

### ОтСеверо-Осетинcкой АССР
| №№  | ФИО                          | «за» | «против» | №№  | ФИО                            | «за» | «против» |
| --- | ---------------------------- | ---- | -------- | --- | ------------------------------ | ---- | -------- |
| 218 | Агузарова, Стелла Борисовна  | 2119 | 30       | 219 | Бязырова, Валентина Тимофеевна | 2128 | 21       |
| 220 | Икаев, Георгий Джамбулатович | 2022 | 127      | 221 | Нырков, Анатолий Иванович      | 2131 | 18       |

### ОтТатарской АССР
| №№  | ФИО                            | «за» | «против» | №№  | ФИО                                 | «за» | «против» |
| --- | ------------------------------ | ---- | -------- | --- | ----------------------------------- | ---- | -------- |
| 222 | Буравов, Геннадий Владимирович | 2114 | 35       | 223 | Каменщикова, Галина Николаевна      | 2127 | 22       |
| 224 | Миннуллин, Туфан Абдуллович    | 2107 | 42       | 225 | Мухаметзянов, Мухарам Тимергалиевич | 2120 | 29       |

### ОтТувинской АССР
| №№  | ФИО                            | «за» | «против» | №№  | ФИО                          | «за» | «против» |
| --- | ------------------------------ | ---- | -------- | --- | ---------------------------- | ---- | -------- |
| 226 | Кара-Сал, Дамдын Базыйевич     | 2128 | 21       | 227 | Комаров, Юрий Трофимович     | 2107 | 42       |
| 228 | Лапыгин, Владимир Лаврентьевич | 2083 | 66       | 229 | Санчат, Александр Санданович | 2064 | 85       |

### ОтУдмуртской АССР
| №№  | ФИО                              | «за» | «против» | №№  | ФИО                             | «за» | «против» |
| --- | -------------------------------- | ---- | -------- | --- | ------------------------------- | ---- | -------- |
| 230 | Данилов, Сергей Николаевич       | 2128 | 21       | 231 | Коробкин, Владимир Владимирович | 2126 | 23       |
| 232 | Мурашов, Владимир Константинович | 2117 | 32       | 233 | Энгвер, Николай Николаевич      | 2135 | 14       |

### ОтЧечено-Ингушской АССР
| №№  | ФИО                         | «за» | «против» | №№  | ФИО                             | «за» | «против» |
| --- | --------------------------- | ---- | -------- | --- | ------------------------------- | ---- | -------- |
| 234 | Дарсигов, Муса Юсупович     | 2122 | 27       | 235 | Немцев, Евгений Иванович        | 2125 | 24       |
| 236 | Умалатова, Сажи Зайндиновна | 2126 | 23       | 237 | Фотеев, Владимир Константинович | 1964 | 185      |

### ОтЧувашской АССР
| №№  | ФИО                          | «за» | «против» | №№  | ФИО                             | «за» | «против» |
| --- | ---------------------------- | ---- | -------- | --- | ------------------------------- | ---- | -------- |
| 238 | Валентинов, Леонид Фёдорович | 2120 | 29       | 239 | Дмитриев, Алексей Александрович | 2115 | 34       |
| 240 | Михайлова, Лидия Ивановна    | 2133 | 16       | 241 | Фёдоров, Николай Васильевич     | 2133 | 16       |

### ОтЯкутской АССР
| №№  | ФИО                         | «за» | «против» | №№  | ФИО                         | «за» | «против» |
| --- | --------------------------- | ---- | -------- | --- | --------------------------- | ---- | -------- |
| 242 | Бойков, Сергей Владимирович | 2132 | 17       | 243 | Ларионов, Владимир Петрович | 2126 | 23       |
| 244 | Михеев, Михаил Алексеевич   | 2126 | 23       | 245 | Осипов, Прокопий Дмитриевич | 2084 | 65       |

### ОтАдыгейской автономной области
| №№  | ФИО                           | «за» | «против» | №№  | ФИО                       | «за» | «против» |
| --- | ----------------------------- | ---- | -------- | --- | ------------------------- | ---- | -------- |
| 246 | Дмитриев, Владимир Васильевич | 2122 | 27       | 247 | Машбашев, Исхак Шумафович | 2124 | 25       |

### ОтГорно-Алтайской автономной области
| №№  | ФИО                          | «за» | «против» | №№  | ФИО                         | «за» | «против» |
| --- | ---------------------------- | ---- | -------- | --- | --------------------------- | ---- | -------- |
| 248 | Ерелина, Валентина Кузуковна | 2133 | 16       | 249 | Миронова, Дагмара Сергеевна | 2109 | 40       |

### ОтГорно-Бадахшанской автономной области
| №№  | ФИО                 | «за» | «против» | №№  | ФИО                      | «за» | «против» |
| --- | ------------------- | ---- | -------- | --- | ------------------------ | ---- | -------- |
| 250 | Наврузов, Шерхонбек | 2127 | 22       | 251 | Худоназаров, Давлатназар | 2123 | 26       |

### ОтЕврейской автономной области
| №№  | ФИО                         | «за» | «против» | №№  | ФИО                     | «за» | «против» |
| --- | --------------------------- | ---- | -------- | --- | ----------------------- | ---- | -------- |
| 252 | Данилюк, Николай Николаевич | 2042 | 107      | 253 | Хитрон, Павел Абрамович | 2115 | 34       |

### ОтКарачаево-Черкесской автономной области
| №№  | ФИО                       | «за» | «против» | №№  | ФИО                         | «за» | «против» |
| --- | ------------------------- | ---- | -------- | --- | --------------------------- | ---- | -------- |
| 254 | Канглиев, Андрей Яхьяевич | 2127 | 22       | 255 | Петрова, Людмила Николаевна | 2103 | 46       |

### ОтНагорно-Карабахской автономной области
| №№  | ФИО                         | «за» | «против» | №№  | ФИО                       | «за» | «против» |
| --- | --------------------------- | ---- | -------- | --- | ------------------------- | ---- | -------- |
| 256 | Джафаров, Вагиф Джафар оглы | 1912 | 237      | 257 | Погосян, Генрих Андреевич | 1956 | 193      |

### ОтХакасской автономной области
| №№  | ФИО                         | «за» | «против» | №№  | ФИО                          | «за» | «против» |
| --- | --------------------------- | ---- | -------- | --- | ---------------------------- | ---- | -------- |
| 258 | Батынская, Людмила Ивановна | 2115 | 34       | 259 | Ботандаев, Иосиф Никифорович | 2117 | 32       |

### ОтЮго-Осетинской автономной области
| №№  | ФИО                    | «за» | «против» | №№  | ФИО                       | «за» | «против» |
| --- | ---------------------- | ---- | -------- | --- | ------------------------- | ---- | -------- |
| 260 | Тедеев, Лев Ражденович | 2126 | 23       | 261 | Хугаева, Диана Варламовна | 2128 | 21       |

### ОтАгинского Бурятского автономного округа
| №№  | ФИО            | «за» | «против» |
| --- | -------------- | ---- | -------- |
| 262 | Нимбуев, Цырен | 2118 | 31       |

### ОтКоми-Пермяцкого автономного округа
| №№  | ФИО                         | «за» | «против» |
| --- | --------------------------- | ---- | -------- |
| 263 | Хомяков, Александр Иванович | 2128 | 21       |

### ОтКорякского автономного округа
| №№  | ФИО                            | «за» | «против» |
| --- | ------------------------------ | ---- | -------- |
| 264 | Косыгин, Владимир Владимирович | 2119 | 30       |

### ОтНенецкого автономного округа
| №№  | ФИО                            | «за» | «против» |
| --- | ------------------------------ | ---- | -------- |
| 265 | Выучейский, Александр Иванович | 2130 | 19       |

### ОтТаймырского (Долгано-Ненецкого) автономного округа
| №№  | ФИО                      | «за» | «против» |
| --- | ------------------------ | ---- | -------- |
| 266 | Пальчин, Семён Яковлевич | 2130 | 19       |

### ОтУсть-Ордынского Бурятского автономного округа
| №№  | ФИО                     | «за» | «против» |
| --- | ----------------------- | ---- | -------- |
| 267 | Баторов, Олег Борисович | 2078 | 71       |

### ОтХанты-Мансийского автономного округа
| №№  | ФИО                     | «за» | «против» |
| --- | ----------------------- | ---- | -------- |
| 268 | Айпин, Еремей Данилович | 2130 | 19       |

### ОтЧукотского автономного округа
| №№  | ФИО                         | «за» | «против» |
| --- | --------------------------- | ---- | -------- |
| 269 | Етылин, Владимир Михайлович | 2123 | 26       |

### ОтЭвенкийского автономного округа
| №№  | ФИО                         | «за» | «против» |
| --- | --------------------------- | ---- | -------- |
| 270 | Монго, Михаил Иннокентьевич | 2119 | 30       |

### ОтЯмало-Ненецкого автономного округа
| №№  | ФИО                      | «за» | «против» |
| --- | ------------------------ | ---- | -------- |
| 271 | Ругин, Роман Прокопьевич | 2129 | 20       |

## Комментарии
1. ↑  Алексей Иванович Казанник, юрист из Омского университета, 27 мая 1989 года был избран в Совет национальностей Верховного Совета от РСФСР, а по числу голосов занял третье место среди 12 кандидатов. Oднако через два дня, 29 мая, он попросил слова на заседании съезда Народных депутатов и отказался от своего места при условии, что его займёт именно Б. Н. Ельцин, получивший наименьшее число голосов из 12 претендентов. Своё решение он аргументировал всесоюзной популярностью Б. Н. Ельцина. А мне так возвращаться... будет стыдно смотреть им <моим избирателям> в глаза. Поэтому я прошу вас включить без голосования в состав Совета Национальностей Бориса Николаевича Ельцина, только на этих условиях я снимаю свою кандидатуру, только на этих условиях. Я опасаюсь, товарищи, что если назначат повторное голосование, то Бориса Николаевича опять «завалят», а это совершенно недопустимо. Так я смотрю на эти проблемы. ( А п л о д и с м е н т ы )[3].